# Vladimir Dragomirov
Vladimir Mijailovich Dragomirov (1862-1928)  fue un general en el Ejército Imperial Ruso.

## Biografía
Dragomirov era el hijo de Mijaíl Ivanovich Dragomirov, un prominente general ruso. Su hermano Abram Dragomirov era también general en el Ejército Imperial Ruso.
Dragomirov se unió al Ejército Imperial, y en 1909 fue nombrado Intendente de Distrito del Distrito Militar de Kiev, con el rango de mayor general. Sirvió como general en el Ejército ruso durante la mayor parte de la Primera Guerra Mundial. Durante la movilización del 19 de julio de 1914, fue designado Jefe de Estado Mayor del Tercer Ejército. Dragomirov comandó el 8º Cuerpo de Ejército entre 16.12.1914 - 23.03.1915 y de nuevo entre 18.08.1915 - 16.10.1916. Entre ambos periodos, Dragomirov sirvió como Jefe de Estado Mayor del Frente Suroccidental. Después de un periodo de baja por enfermedad, fue transferido el 16 de octubre de 1916 al puesto de comandante del 16º Cuerpo de Ejército. Tras la Revolución de Febrero, fue transferido a la reserva el 2 de abril de 1917 y abandonó el servicio el 22 de agosto de 1917.
Tras la Revolución bolchevique de Octubre, Dragomirov se alineó con los contrarrevolucionarios y tomó parte en la expedición Bredovsky. Tras la derrota de las fuerzas blancas en la guerra civil rusa, fue al exilio en Yugoslavia. Fue miembro de la asociación regimiental de Guardias del Regimiento Semyonovsky, y sirvió como presidente de la Sociedad de Oficiales Rusos del Estado Mayor. Murió de enfermedad cardíaca en Zemun (Yugoslavia) el 29 de enero de 1928, donde fue enterrado.